# آبری (تگزاس)
آبری، تگزاس(به انگلیسی: Aubrey, Texas) شهری در شهرستان دنتن ایالت تگزاس از ایالات جنوبی ایالات متحده آمریکا است. در سرشماری سال ۲۰۰۰، جمعیت این شهر ۱٬۵۰۰ نفر اعلام شد.